# Kwiat paściowy

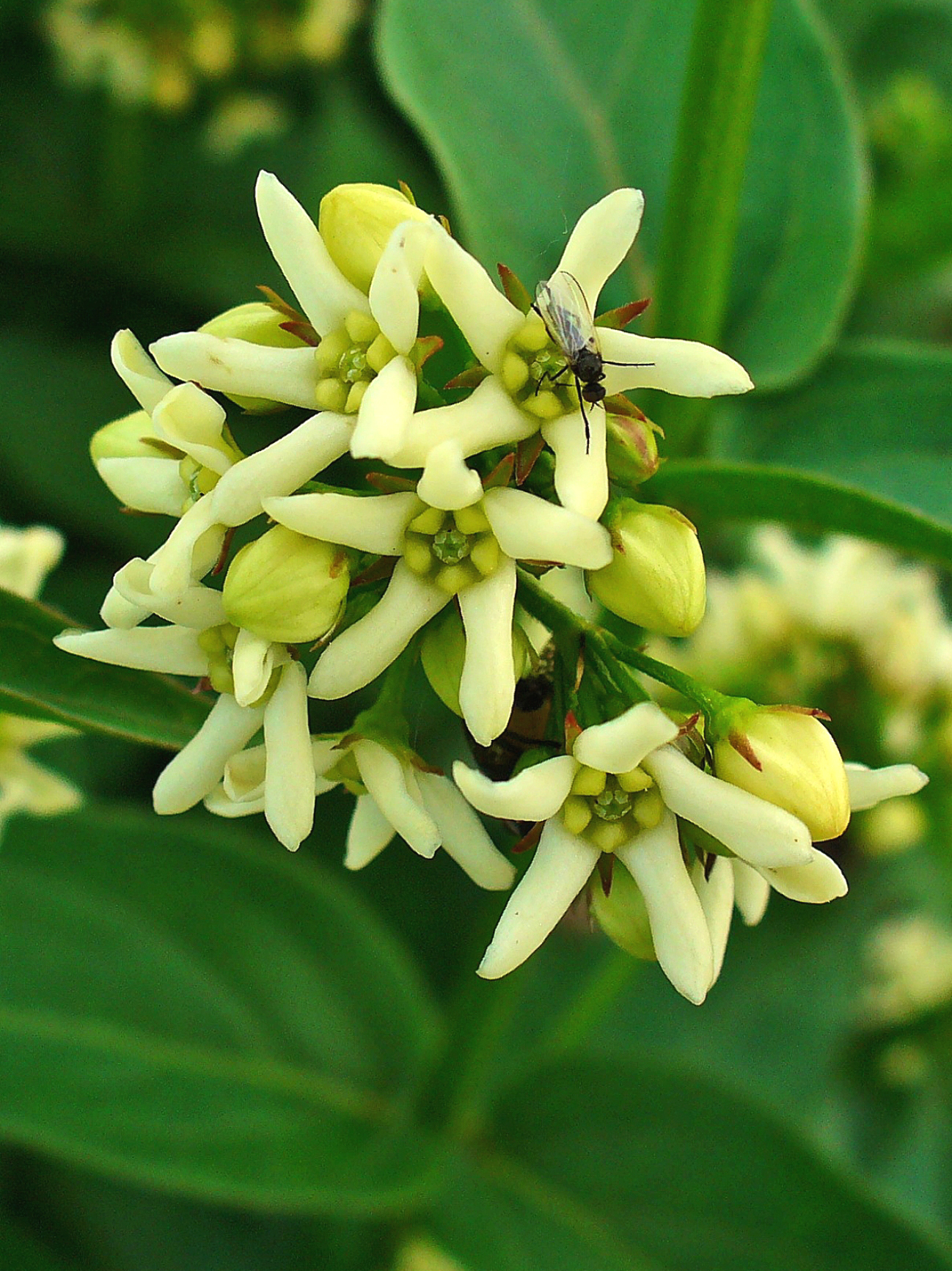
Kwiaty paściowe ciemiężyka białokwiatowego

Kwiat paściowy – kwiat na którym znajdują się urządzenia służące do przytrzymywania owadów zapylających tak, aby były zmuszone do zabrania pyłku. W przeciwieństwie do kwiatu pułapkowego owad znajduje się na zewnątrz kwiatu, przytrzymywany za odnóża lub aparat gębowy. W polskiej florze kwiaty paściowe wykształca np. ciemiężyk białokwiatowy. Ziarna pyłku każdego pylnika są ze sobą sklejone, tworząc pyłkowiny. Pomiędzy pylnikami są specjalne uczepki, które unieruchamiają owada na zasadzie zatrzasku. Owad, próbując się uwolnić, wyrywa pyłkowiny i przenosi na inny kwiat.